# Епархия Синтая
Епархия Синтай или епархия Шуньдэ (лат. Dioecesis Scioenteanus, кит. 中文: 順得) — епархия Римско-Католической Церкви, городской округ Синтай, провинция Хэбэй, Китай. Епархия Синтай входит в пекинскую архиепархию.

## История
В 1933 году Святым Престолом была учреждена Апостольская префектура Шуньдефу, которая была выделена из апостольского викариата Чжэндинфу.
13 января 1944 года апостольская префектура была Шуньдефу была преобразована в апостольский викариат Шуньдэфу.
11 апреля 1946 года апостольский викариат Шуньдэфу был преобразован в епархию Шуньдэ (другое название — епархия Синтай).

## Ординарии епархии
- священник Inácio Krause CM (26.10.1933 г. — 13.01.1944 г.) — Апостольский викарий Апостольской префектуры Шуньдэфу;
- епископ Inácio Krause CM (13.01.1944 г. — 11.04.1946 г.) — Апостольский викарий Апостольского викариата Шуньдэфу;
- епископ Inácio Krause CM (11.04.1946 г. — 1950 г.) — ординарий епархии Шуньдэ;
- в настоящее время кафедра вакантна.

## Источник
- Annuario Pontificio, Libreria Editrice Vaticana, Città del Vaticano, 2003, ISBN 88-209-7422-3
- Бреве Supremum votum, AAS 25 (1933), стр. 486  (лат.)
- Bolla Inter ansietudines, AAS 36 (1944), стр. 204  (лат.)
- Bolla Quotidie Nos, AAS 38 (1946), стр. 301  (лат.)